# Tứ thánh địa Do Thái

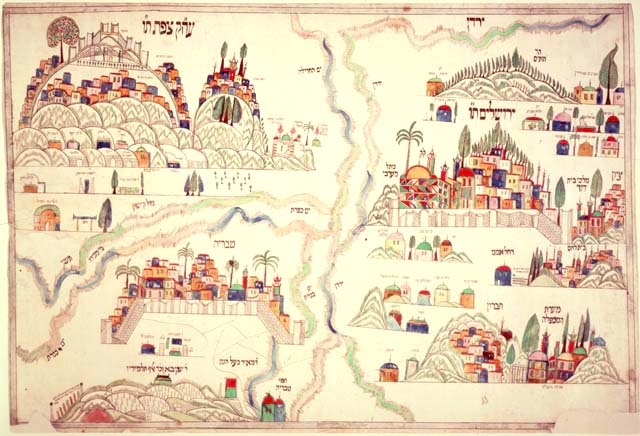
Thế kỷ thứ 19, bản đồ vẽ mối quan hệ giữa bốn thành phố thánh Do Thái Giáo. Vùng đất thánh Jerusalem ở phía trên tay phải, ở dưới Jerusalem là miền đất thánh Hebron. Dòng sông Jordan chạy từ trên xuống dưới. Mảnh đất thánh Safed ở phía trên tay trái, và khu đất thánh Tiberias nằm ở phía dưới vùng thánh địa Safed.

Tứ thánh địa Do Thái (Tiếng Hebrew: ארבע ערי הקודש) (Tiếng Yiddish: פיר רוס שטעט) là thuật ngữ chung trong truyền thống Do Thái dùng để nói về bốn thành phố thánh địa Do Thái là: Jerusalem,Hebron, Safed và, Tiberias. Bốn khu thánh địa này là bốn trung tâm chính trong cuộc sống tâm linh của người Do Thái sau khi Ottoman chinh phục Palestine. Khái niệm "thành phố thánh địa" bắt đầu từ năm 1640, sau đó thành phố Tiberias được coi là thành phố thánh địa vào năm 1740, là kết quả của việc tạo ra liên kết giữa các thành phố để thu thập quỹ từ thiện cho người nghèo.
Dựa vào Bách Khoa Do Thái Toàn Thư năm 1906: "Vào thế kỷ thứ 16 Sự Thánh Thiện của vùng đất Palestine, đặc biệt là cho việc mai táng, đã được gần như hoàn toàn chuyển giao cho bốn thành phố Jerusalem,Hebron, Safed và, Tiberias."
- Jerusalem là thánh địa thiêng liêng nhất đối với đạo Do Thái Giáo và là trung tâm tâm linh của dân tộc Do Thái từ thế kỷ thứ 10 TCN khi mà khu đất này được Vua David chọn để xây dựng Đền thờ Jerusalem Linh Thiêng[3]. Vùng đất thánh địa Jerusalem liên kết với thuộc tính của Lửa (Hỏa) (liên quan đến ngọn lửa thiêng linh tiếp tục bốc cháy trong Đền thờ Jerusalem).
- Hebron là nơi chôn cất của các tổ phụ Do Thái như: Abraham, Sarah, Isaac, Rebecca, Jacob, và Leah (Hang động của các tổ phụ). Vì vậy Hebron là mảnh đất thánh địa thiêng liêng thứ hai đối với người dân Do Thái, và là một trong ba thành phố được các tổ phụ Do Thái mua đất để ban ơn cho con cháu (Abraham mua mảnh đất Hebron từ người Hittites, Vua David mua vùng đất Jerusalem từ dân Jebusites, và Jacob mua khu đất Nablus từ dân tộc Shechemites. Trong lịch sử, miền đất Hebron là thủ đô đầu tiên vào thời đại Vua David. Miền đất thánh địa Hebron liên kết với thuộc tính của Đất (Thổ) (liên quan đến hang động là nới chôn cất của các tổ phụ nam và tổ phụ nữ).
- Safed (Tz'fat) được coi là thành phố thánh sau khi người dân tộc Do Thái bị trục xuất khỏi Tây Ban Nha năm 1492 và dòng người Do Thái chảy về Safed. Safed được coi là trung tâm học thuật Kabbalah. Safed liên kết với thuộc tính của Không Khí (liên quan đến tinh thần huyền bí của đạo Do Thái Giáo).
- Tiberias quan trọng trong lịch sử Do Thái vì đây là nơi Kinh Thánh Jerusalem Talmud được hợp thành và là quê hương của các học giả Do Thái Masoretes. Tiberias được coi là vùng đất thánh khi các thầy đạo Do Thái chảy về đây vào thế kỷ 18 và 19 để thành lập trung tâm học hành của người Do Thái. Dựa vào truyền thống Do Thái, sự Cứu rỗi sẽ bắt đầu ở Tiberias và Sanhedrin sẽ được tái tạo ở đó[4] The Messiah will arise from the lake of Tiberias, enter into the city, and be enthroned at Safed on the summit of a lofty hill.[5]. Đấng Messiah (Đấng Cứu Thế, Đấng Cứu Rỗi) sẽ nổi lên từ hồ nước ở Tiberias, vào thành phố, và được lên ngôi ở Safed trên đỉnh một ngọn đồi cao cả.